# Ascogaster erythrothorax
Ascogaster erythrothorax är en stekelart som först beskrevs av Marshall 1898.  Ascogaster erythrothorax ingår i släktet Ascogaster och familjen bracksteklar. Inga underarter finns listade.